# Nick Williams
Nick Williams (Auckland, 2 dicembre 1983) è un ex rugbista a 15 neozelandese, che giocava nel ruolo di terza linea centro.

## Biografia
Di origine maori, Williams è cresciuto nella sezione rugbistica provinciale di Auckland; nel 2003 debuttò nel campionato provinciale neozelandese nelle file del North Harbour e nel 2005, divenuto professionista, esordì in Super 12 con la maglia dei Blues, franchise di Auckland.
In quattro stagioni Williams assommò 37 presenze con 4 mete, anche se un infortunio a ginocchio e spalla gli fece perdere buona parte della stagione 2007 di Super 14 e di campionato provinciale; l'anno successivo, alla fine del Super 14 2008, si trasferì in Europa al Munster in Celtic League; con la franchise irlandese Williams si aggiudicò la Celtic League 2008-09 e, in due stagioni, giunse due volte consecutivamente alla semifinale di Heineken Cup.
Anche l'esperienza al Munster non fu, tuttavia, scevra di infortuni, gli ultimi dei quali alla fine della stagione 2009-10 e, a fine stagione, terminato il contratto, il giocatore fu lasciato libero.
A maggio 2010 Williams è stato messo sotto contratto dalla neoistituita franchise italiana degli Aironi, formazione di Viadana che prende parte alla Celtic League a partire dal 2010-11.

## Palmarès
- Celtic League: 1
Munster: 2008-09
- Challenge Cup: 1
Cardiff Blues: 2017-18